# 海軍航空隊

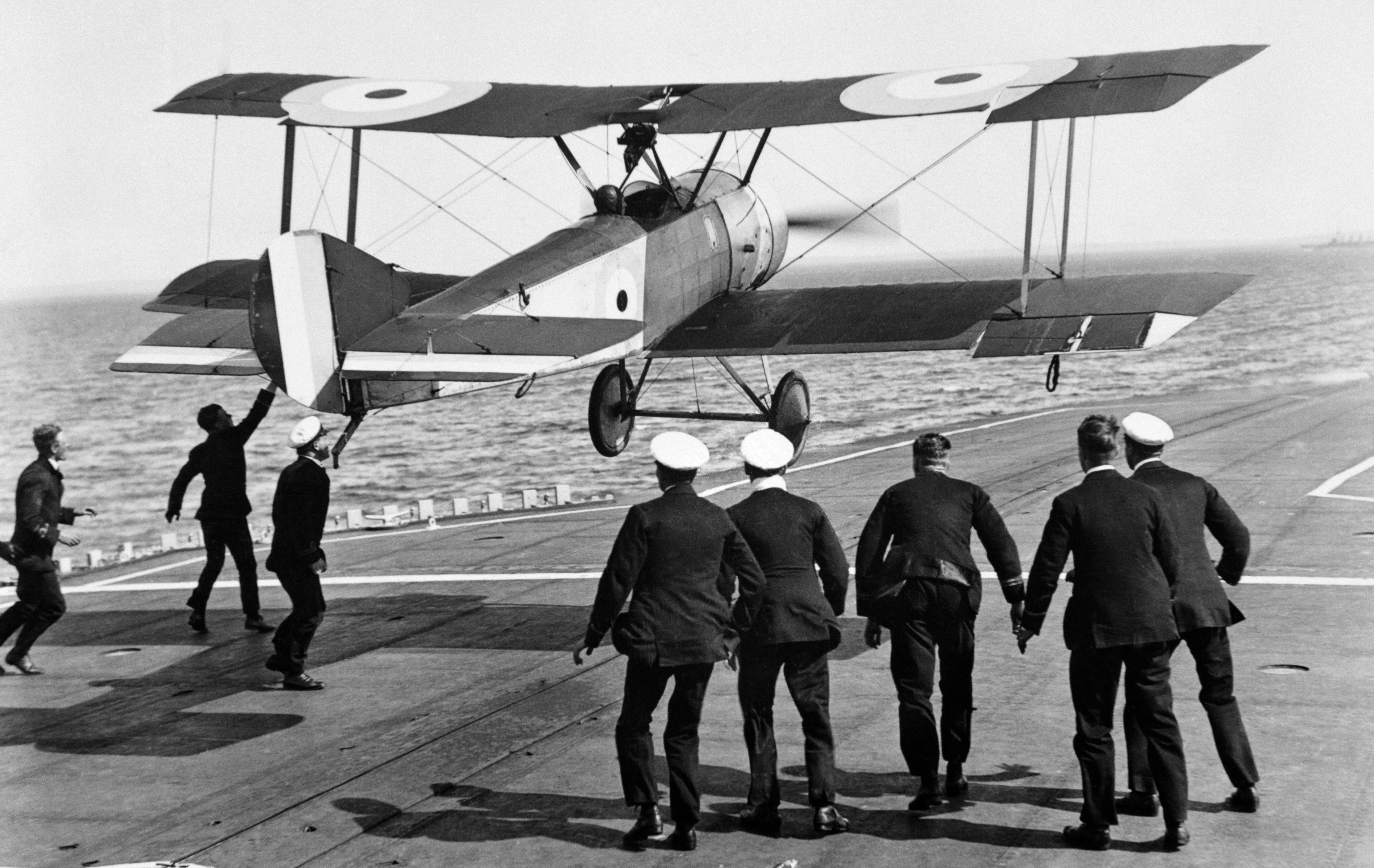
英海軍航空隊。空母「フューリアス」から離陸するソッピース・パップ。

海軍航空隊（かいぐんこうくうたい）とは、海軍における航空兵力・組織である。

## 概要
航空機が軍用に用いられ始めると、陸軍のみならず海軍においても導入が開始された。
第一次世界大戦においてドイツはツェッペリン飛行船を長距離洋上哨戒および爆撃に用い、イギリスはそれに対抗して防空任務を行なっていた。戦間期に航空母艦が発達すると、海軍航空隊としての母艦搭載航空隊が拡充されている。
1950年代頃までは、艦載航空隊が海軍航空隊の目立つ部分にあったが、航空母艦が大型化・高額化していくに従い、艦載航空隊を保有する国も減少した。
21世紀では固定翼機の艦載航空隊を有する国はわずかであり、ヘリコプターによる艦載航空隊が中心となっている。また、固定翼機は地上基地より行動する大型の哨戒機や救難機が中心となっている。
大きく分けて艦載航空隊と地上航空隊の2種類がある。哨戒・対艦攻撃・捜索救難などが主任務であるが、国や時期によっては防空も任務としている場合がある。
海軍航空隊では水先人（パイロット）と区別するため操縦士をアビエイター（Aviator:飛行士）と呼んだり、ゴーアラウンド（Go-around）をウェーブ・オフ（Wave-off）と呼称するなど、空軍や陸軍航空隊とは一部の用語が異なっている。また固定翼機は空母への着艦を想定し、飛行場に着陸する場合でもトラフィックパターンは円形を描くレーストラックパターンで行う。
なお、艦載航空隊は艦船と共に行動するため、基本としては海軍所属で海軍指揮下（または空軍所属であっても海軍指揮下）となる。一方地上基地配備の哨戒機部隊については各国特有の事情により、海軍所属・指揮の海軍航空隊である場合と、空軍所属・指揮の場合とがある。

## 歴史
1908年、イギリスの首相ハーバート・ヘンリー・アスキスはAerial Sub-Committee of the Committee of Imperial Defenceつまりイギリスの国防委員会内に航空の委員会を設置し海軍が航空部隊を持つことの効果を調査することを承認した。1909年に同委員会はReginald Baconが第一海軍卿のジョン・アーバスノット・フィッシャーに向けてした提言すなわち硬式飛行船を建造しイギリス海軍がそれを偵察に使用すべきだという提言を受け入れた。そして1909年に飛行船en:HMA No. 1（通称：Mayfly）が建造された。これが海軍で航空部門が実際に置かれ使われた最初であり、これが現代の海軍航空隊の源となった。

## 各国の例
イギリス海軍
第一次世界大戦以前より航空部隊（イギリス海軍航空隊 Royal Naval Air Service）を有していたが、1918年4月1日に陸軍航空隊と共に空軍に統合・再編されている。1924年4月1日には母艦搭載航空隊も空軍の管轄でなったが、1937年から1939年にかけて海軍の管轄に戻された。
1970年代からはシーハリアーなどによる母艦搭載航空隊を有していたが、それらは空軍と統合運用が図られるようになり、2000年には空軍指揮下にハリアー統合部隊(Joint Force Harrier)が設置された。それらを除いた海軍航空隊は回転翼機の部隊となっている。
 フランス海軍
フランス語ではAéronavaleといい、1912年には海軍内に航空部門が設立されていた。現在、戦闘機などを有する母艦搭載航空隊、回転翼機の艦載航空隊および地上配備の哨戒機部隊からなる。
 ドイツ海軍
第一次世界大戦の際にすでにドイツ帝国海軍には海軍航空隊が置かれていた。第二次世界大戦中の海軍には海軍航空隊が一切存在せず、洋上哨戒や対艦攻撃などの海上航空作戦も一括して空軍の担当となっており、空母建造計画においてさえ艦載機は空軍所属とする構想であった。これはドイツ国防軍の運用思想というよりも、空軍総司令官でありナチス党高官であったヘルマン・ゲーリングの政治的横槍によるものである。
大戦後は東ドイツ・西ドイツ共に対潜哨戒機・艦載回転翼機部隊を保有していたほか、西ドイツでは地上基地配備の対艦攻撃機部隊も保有していた（東ドイツでは対艦攻撃は空軍の管轄）。
 旧大日本帝国海軍
第一次世界大戦中に水上機母艦「若宮」を用い、水上機による作戦を行なったのが始まりである。第二次世界大戦においては、艦上戦闘機・艦上爆撃機・雷撃機などからなる艦載航空隊のほか、戦闘機・大型陸上攻撃機などからなる陸上航空隊も充実していた。
所在管轄鎮守府に隷し、空中防御に任じ、また海面防御を分掌した。航空隊には飛行機、気球隊および飛行戦隊が置かれ、また船艇が付属した。
航空隊司令は鎮守府司令長官に隷し、軍紀および風紀を維持し、隊務を総理した。副長、副官、飛行隊長、気球隊長、飛行船隊長、機関長、分隊長などの職があった。
 海上自衛隊
陸上基地配備の対潜哨戒機などのほか、護衛艦搭載の回転翼機からなる。
 アメリカ海軍
1919年10月に太平洋艦隊の中に航空隊が登場し、これがやがて公式にアメリカ海軍太平洋艦隊の航空隊となっていった。　現在、戦闘攻撃機や電子戦機、早期警戒機等からなる母艦搭載航空隊のほか、陸上基地配備の対潜哨戒機部隊からなる。
 オーストラリア海軍
オーストラリア艦隊航空隊は第二次世界大戦後より1982年に空母「メルボルン」が退役するまで母艦搭載航空隊を維持していた。現在は艦載回転翼機部隊からなる。地上配備対潜哨戒機は空軍の管轄となる。
 ブラジル海軍
ブラジル海軍航空隊は2015年時点においても母艦搭載航空隊を運用する。
 アルゼンチン海軍
アルゼンチン海軍航空隊は、2000年に空母「ベインティシンコ・デ・マヨ」が退役するまでは、母艦搭載航空隊を運用していた。2015年現在でも元艦載機のシュペルエタンダールを地上基地発進の攻撃機として運用している。
 ソビエト連邦海軍/ ロシア海軍
ロシア海軍航空隊はSu-33を始めとする艦載機、対潜哨戒機、対潜ヘリコプターを保有する他、地上運用型の戦闘機、攻撃機、爆撃機を保有するのが特徴。これらは空軍で使用する機体とほぼ同一であり、海軍艦艇・基地の防衛、海軍歩兵部隊や旧沿岸防衛部隊に対する支援に用いられるといわれる。ただし、ソビエト連邦の崩壊後は年々縮小傾向にある。
 中国人民解放軍海軍
ロシア海軍同様、地上運用型の戦闘機及び攻撃機を多数運用する。